# Excitotoxicitet
Excitotoxicitet är en process som leder till död av nervceller och anses ibland utgöra förklaringen till vissa degenerativa sjukdomar i centrala nervsystemet som Parkinsons sjukdom och Alzheimers sjukdom. Exitotoxicitet i perifera nervsystemet är mindre utforskat, men kan drabba hörselnerven efter höga ljud. Cytostatika  innehållande platina och aminoglykosider kan ge hörselnedsättning, balansrubbningar och tinnitus .
Excitotoxicitet uppstår när stora mängder av signalsubstanser orsakar alltför höga intracellulära koncentrationer av kalciumjoner. Mest studerat är glutamat vars bindning till NMDA-receptorer orsakar stort inflöde av kalcium i cytoplasman vilket i sin tur är direkt skadligt för nervcellen. Kalciumjonerna buffras i det endoplasmatiska retiklet och även i mitokondrier vilket påverkar cellandningen. När cellandningen inte längre kan producera ATP kan inte transmembrana jonpumpar upprätthålla jongradienter längre, vilket leder till nekros och alternativt apoptos.